# Solemyoida
Solemyoida – rząd małży pierwoskrzelnych (Protobranchia) charakteryzujących się brakiem ząbków w zamku, małymi lub średnich rozmiarów, cienkościennymi muszlami o silnie wydłużonym kształcie i połówkach jednakowej wielkości. Ich wnętrze tworzy warstwa porcelanowa.
Skrzela Solemyoida są dłuższe niż u przedstawicieli rzędu Nuculoida. Służą do oddychania oraz do filtrowania pokarmu. Płaty gębowe małe, z krótkimi wyrostkami. Występują dwa mięśnie zwieracze, przedni jest wyraźnie większy od tylnego. 
Rząd obejmuje rodziny:
- Manzanellidae
- Solemyidae